# Georges Briot
Georges Serge Briot (París, 26 de diciembre de 1934-París, abril de 2020) es un pintor francés de carácter impresionista a la hora de realizar sus obras.

## Infancia y juventud
Su padre, Albert Edmond Briot era un diseñador de coches y su madre, Andrée, conocida como Claude Armor, fue una cantante realista. Briot no fue criado por sus padres, sino por Víctor y Bougaran Claire en Lanildut, en Finistère, y pasó su juventud en París y Lanildut.
Muy joven, Briot conoció a Laurent Delhief, famoso pintor, dibujante y presidente de Beaux Arts de París, que fue a pasar tres meses en Lanildut.
A la edad de 25 años, Laurent Delhief se convirtió en el maestro de Briot.

## Premios
- 1966 - Premio de la Ciudad de Nueva York.

- 1969 - Segundo premio de la Asociación de Artistas Franceses, en París.

- 1972 - Tercer premio de la Ciudad de París.

- 1973 - Caballero del Mérito Artístico Nacional, París.

- 1976 - Gran Premio de Deauville.

- 1977 - Diploma Dexcellence, Precio de las Siete Colinas de Roma (Italia).

- 1977 - Gran Premio Internacional de Cannes.

- 1978 - Diploma Dhonneur de la Ciudad de Cannes.

- 1978 - Medalla de Dargent Artes, Ciencias y Letras de París.

- 1979 - Miembro Honorario de la Academia Europea de Bellas Artes, Bruselas.

- 1979 - Medalla de bronce de Artistas Franceses, París.

- 1980 - Medalla d'Or Besançon Concurso Internacional.

- 1981 - Gran Premio Internacional Dijon Cielos y Paisajes.

- 1981 - Medalla de miniatura d'Or Concurso Internacional de Portanlier, en Jura.

- 1981 - Medalla d'Or del Concurso Internacional de Franche Comté (de acuarelas).

- 1981 - Diploma del Mérito de la Academia Da Vinci de Roma (en Italia).

- 1982 - Gran Premio de Haute Saône.

- 1982 - Medalla d'Or pintor impresionista, Besançon.

- 1983 - Medalla d'Or Gran Premio del Jura.

- 1984 - Primer Gran Premio Internacional Haute Saône.

- 1984 - Palme d'Or de la Academia Leonardo Da Vinci, Roma (Italia). *

(NOTA: Este título no ha sido adjudicado a un pintor francés desde 1942).

## Exposiciones
- Galería de Duncan, París (6 años).

- Galería d'Haroué Exhibition Street en París (en saussaies particulares).

- Galería St. Paul de Londres (1956), exposición especial.

- Exposición en Salón de París de Artistas Franceses (20 años).

- Varias exposiciones en varias localidades del Reino Unido.

- Exposiciones temporales en París.

- Exposiciones en Alemania, Brasil y Italia.